# Run–D.M.C. (album)
A Run-D.M.C. az azonos nevű hiphopegyüttes első lemeze 1984-ből. Korának úttörő albuma volt, a hiphop egy keményebb, agresszívabb fajtáját képviselte. 2005-ben jelent meg deluxe kiadása. Szerepel az 1001 lemez, amit hallanod kell, mielőtt meghalsz című könyvben. 2020-ban Minden idők 500 legjobb albuma listán 378. helyen szerepelt.

## Az album dalai
|    | Cím                            | Szerző(k)                                      | Hossz |
| -- | ------------------------------ | ---------------------------------------------- | ----- |
| 1. | Hard Time                      | Bralower, Moore, R.Simmons, Smith, Waring      | 3:52  |
| 2. | Rock Box                       | McDaniels, J. Simmons, Smith                   | 5:30  |
| 3. | Jam-Master Jay                 | McDaniels, Mizell, J.Simmons, Smith, R.Simmons | 3:11  |
| 4. | Hollis Crew (Krush-Groove 2)   | McDaniels, J.Simmons, Mizell                   | 3:12  |
| 5. | Sucker M.C.'s (Krush-Groove 2) | N.S.Hardy, Jr., McDaniels, J.Simmons, Smith    | 3:09  |
| 6. | It's Like That                 | McDaniels, J.Simmons, Smith                    | 4:50  |
| 7. | Wake Up                        | J.Simmons, Smith, R.Simmons, Hayden            | 5:31  |
| 8. | 30 Days                        | D.Simmons, Smith, Moore                        | 5:47  |
| 9. | Jay's Game                     | J.Simmons, Smith, Mizell, R.Simmons            | 4:25  |

## Közreműködők
- Jam Master Jay – ütőhangszerek, billentyűk
- Darryl McDaniels "D.M.C." – ének
- Joseph Simmons "Run" or "Rev Run" – ének
- Eddie Martinez – gitár

### Produkció
- Orange Krush – dalszerző
- Russell Simmons – producer
- Larry Smith – producer
- Rod Hui – producer, hangmérnök